# إيميلين

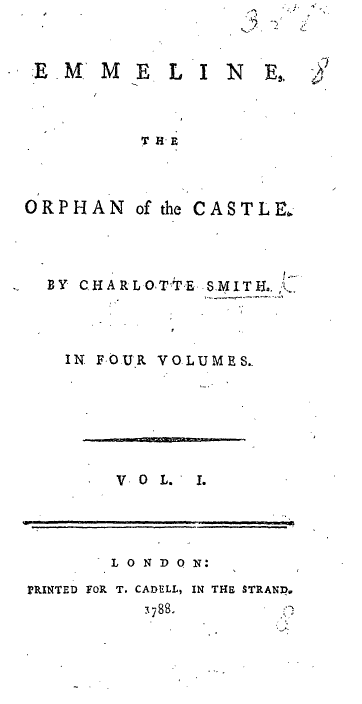
Title page from the first edition of Emmeline

إيميلين يتيمة القلعة هي أول رواية كتبتها الكاتبة الإنجليزية شارلوت تيرنر سميث؛ تم نشرها في عام 1788. قصة سندريلا تقف فيها البطلة خارج الهياكل الاقتصادية التقليدية للمجتمع الإنجليزي وتنتهي إلى الثراء والسعادة، فالرواية خيالية وفي الوقت نفسه، تنتقد المنظمة الزواج التقليدية في القرن الثامن عشر، والتي سمحت للمرأة بالاختيار القليل وتحديد أولويات احتياجات الأسرة. الرواية نابعة من انتقادات سميث للزواج من تجربتها الشخصية والعديد من الشخصيات الثانوية هي صور محجبة من عائلتها، وهي تقنية أثارت اهتمام القراء المعاصرين.
تعلق إيميلين على تقليد الرواية في القرن الثامن عشر، حيث تقدم إعادة تفسير لمشاهد من أعمال سابقة مشهورة، مثل كلاريسا صامويل ريتشاردسون (1747-1748). علاوة على ذلك، تمتد الرواية وتطور تقليد الرواية القوطية. وبالاقتران مع هذا، فإن أسلوب سميث يميزها على أنها رومانسية مبكرة. تتعلم شخصياتها عن هوياتهم من الطبيعة وتشبعت أوصافها الطبيعية برسائل سياسية حول العلاقات بين الجنسين.
فصلت سميث عن زوجها في عام 1787 واضطرت إلى الكتابة لدعم نفسها وأطفالها. بدأت بسرعة في كتابة الروايات، التي كانت مربحة في ذلك الوقت. تم نشر Emmeline بعد عام في عام 1788 ؛ بيعت الطبعة الأولى بسرعة. كانت رواية سميث ناجحة جدًا لدرجة أن ناشرها دفع لها أكثر مما وعدها في البداية. تمت طباعة الرواية في الولايات المتحدة، وترجمت إلى الفرنسية، وأصدرت عدة مرات خلال القرن التاسع عشر.

## التأليف
كان سميث وزوجها على علاقة صاخبة وفي أبريل 1787، بعد 22 سنة من الزواج، تركته. وكتبت أنها قد «تكون راضية في الإقامة في نفس المنزل معه»، ولم يكن «مزاجه متقلبًا جدًا وغالبًا ما يكون قاسًا جدًا» لدرجة أن «حياتها لم تكن آمنة». وكان والد زوجها قد سدد أموالا على أطفالها وتوقعت أن تتلقى الأموال في غضون عام من الانفصال، ظنا منها أنها ستدعم أطفالها لمدة عام أو نحو ذلك. إلا أنها لم تتسلم المال طوال حياتها، وتم إجبارها على الكتابة حتى وفاتها في عام 1806. ولدعم أطفالها العشرة، كان عليها أن تنتج العديد من الأعمال وبسرعة. لقد كتبت كل يوم تقريباً، وبمجرد إرسال الأعمال إلى الطابعة، نادراً ما تمت مراجعتها أو تصحيحها. تلاحظ لورين فليتشر في مقدمتها لمطبعة برودفيو من إيميلين، «كانت هناك أوقات عندما لم تكن تعرف كيف ستنهي رواية حتى عندما كانت في آخر مجلد»، ولكن كانت الأخطاء الصريحة «نادرة».

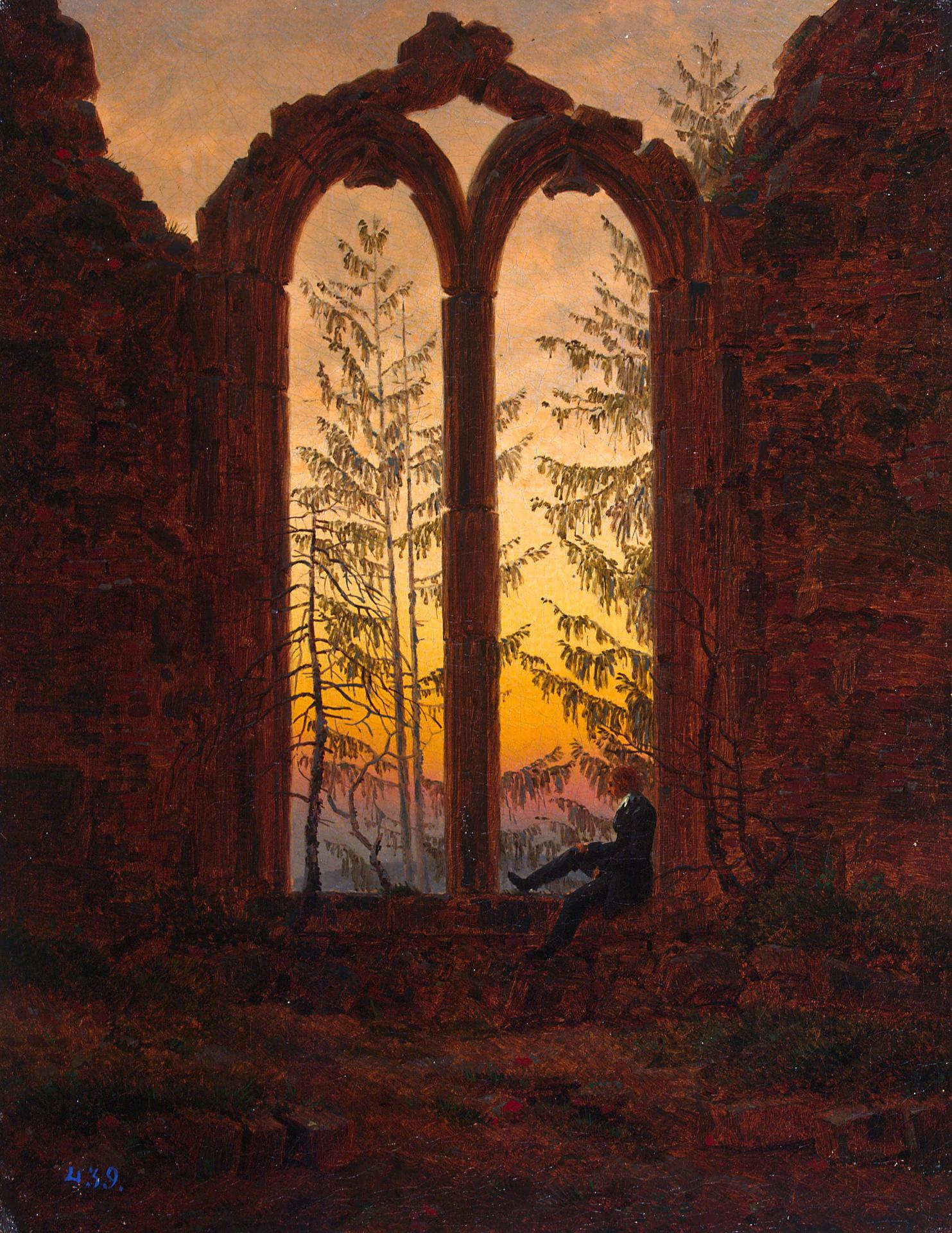
"إيميلين" ساهمت فيتطوير الخيال القوطي